# Sentimientos (álbum de Charlie Zaa)
Sentimientos es el título del álbum de estudio debut del cantautor colombiano Charlie Zaa. En su presentación reinterpreta boleros y valses clásicos de intérpretes como Julio Jaramillo y Olimpo Cárdenas, logrando ser éxito de venta en gran parte de Latinoamérica. Se convirtió en su primer número uno en el Billboard Top Latin Albums y recibió un premio Lo Nuestro por "Álbum tropical del año".

## Lista de canciones
| N.º | Título                                                          | Escritor(es)                                                 | Duración |  |
| 1.  | «Sentimientos: Un disco más/Niégalo todo»                       | Leopoldo González, Germán Rosario                            | 5:38     |  |
| 2.  | «Quimeras: Ódiame/Te esperaré»                                  | Rafael Otero, Jimmy Vicenty                                  | 6:18     |  |
| 3.  | «Deseos: Rondando tu esquina/Nuestro juramento»                 | Enrique Cadícamo, Carlos J. Pérez/Benito de Jesús            | 5:31     |  |
| 4.  | «Nostalgias: No me toquen ese vals/Reminiscencias»              | Cuco Sánchez/Luis Aguirre Pinto                              | 4:22     |  |
| 5.  | «Ilusiones: Cinco centavitos/Temeridad»                         | Héctor Ulloa/Manuel Jiménez,                                 | 5:12     |  |
| 6.  | «Evocaciones: Para qué se quiere/Desde que te marchaste»        | Miguel Puerta, Vanegas Lloveras                              | 5:03     |  |
| 7.  | «Pasiones: Alma negra/Que Dios me libre»                        | Gabriel Muñoz, John Londono, Leon De la Roca                 | 4:25     |  |
| 8.  | «Melancolías: Que nadie sepa mi sufrir/Aunque me duela el alma» | Gastón Guerrero, Cabral                                      | 5:06     |  |
| 9.  | «Esperanzas: La fe verdadera/Amémonos»                          | Felipe Alva/Manuel Ceferino Flores, Carlos Montbrun Ocampo   | 4:26     |  |
| 10. | «Añoranzas: Versos a mi madre/Hojas de calendario»              | Angelis, Alejandro Mariscotil, Roberto Arrieta, Carlos Ulloa | 4:34     |  |

## Créditos y personal
- Milton Salcedo: Arreglos
- Hugo Gutiérrez: Dirección musical
- Rafael Henríquez: Ingeniero y mezcla
- Liliana Parra: Violín
- Jorge Ramírez: Bajo, piano y mezcla
- Sady Ramírez: Percusión, programación y mezcla
- Luis María Diaz: Viola
- Valentín Diaz: Violín
- Gabriel Randón: Guitarra
- Hans Rincón: Violonchelo
- Carlos Sánchez: Coros
- Marcos Silva: Asistente
- Ernesto Simpson: Sintetizador y batería
- Germán Villareal: Banjo y congas
- Jorge Gamboa: Fotografía
- Rubén Datio Dagura: Diseño

## Rendimiento en listas
| Listas (1997)                        | Máxima posición |
| ------------------------------------ | --------------- |
| U.S. Billboard Top Latin Albums      | 1               |
| U.S. Billboard Tropical/Salsa Albums | 1               |
| U.S. Billboard Top Heatseekers       | 15              |
| U.S. Billboard 200                   | 185             |

### Sucesión y posicionamiento
| Predecesor: Jefe de jefes de Los Tigres del Norte | U.S. Billboard Top Latin Albums — Álbum N°. 1 16 de agosto de 1997 - 22 de agosto de 1997 | Sucesor: Jefe de jefes de Los Tigres del Norte |

| Predecesor: Llévame conmigo de Olga Tañón | U.S. Billboard Tropical/Salsa Albums — Álbum N°. 1 26 de julio de 1997 - 7 de noviembre de 1997 | Sucesor: Sobre el fuego de La India |